# Louis Edouard Bouet-Willaumez

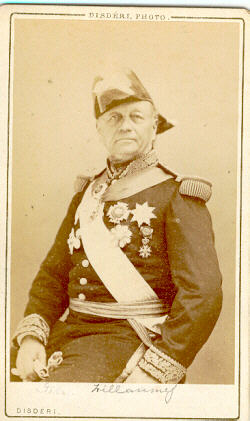
Louis Édouard Bouët-Willaumez

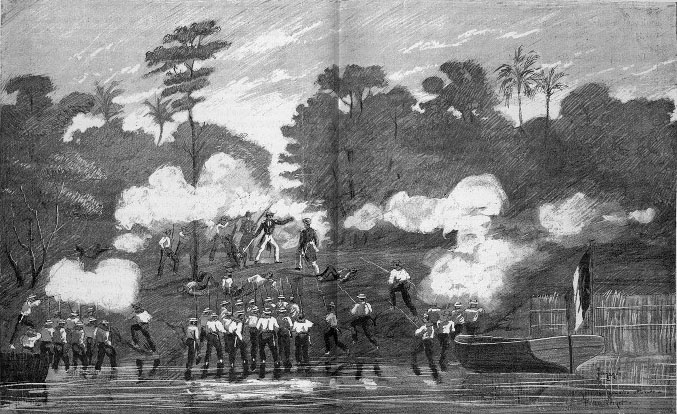
Kommandant E. Bouët-Willaumez greift Aufständische bei Grand-Bassam (Westafrika) an, Gravur von 1890

Louis Édouard Bouët-Willaumez (* 24. April 1808; † 9. September 1871 in Maisons-Laffitte bei Paris) war ein französischer Admiral.
Bouet erhielt im Jahr 1838 als Lieutenant de Vaisseau (Kapitänleutnant) den Auftrag, die afrikanische Westküste zu untersuchen und zu vermessen. Hierüber erstattete er einen Bericht in der Description nautique des côtes comprises entre le Sénégal et l'équateur (Paris 1849).
Zwischen 1842 und 1844 war er Gouverneur der französischen Kolonien am Senegal und kehrte 1844 nach Frankreich zurück, wo er zum Capitaine de Vaisseau (Kapitän zur See) ernannt wurde und an der Einnahme von Mogador teilnahm. Von 1848 bis 1850 war er wieder in Westafrika unterwegs. 1854 wurde Bouet-Willaumez zum Contre-amiral (Konteradmiral) ernannt und nahm als Chef des Generalstabes teil am Krimkrieg. Dort erarbeitete er den Plan zur Landung sowie zum Bombardement der Festung Sewastopol. 1860 wurde er Vice-amiral (Vizeadmiral) und 1865 zum Amiral (Admiral) befördert sowie zum Senator ernannt.
Vor Venedig kommandierte er 1859 das Angriffsgeschwader. Beim Ausbruch des Deutsch-Französischen Krieges erhielt Bouet-Willaumez den Oberbefehl über das nach der Ostsee entsandte Geschwader und schiffte sich auf dem Flaggschiff Surveillante ein. Eine Landung kam aber nicht zustande, da das Landungskorps in Frankreich selbst dringend benötigt wurde. Auch konnte die Flotte später aus Mangel an Kleinschiffen nichts weiter unternehmen.
Louis Edouard Graf Bouet-Willaumez starb am 9. September 1871 in Maisons-Laffitte bei Paris.
Sowohl in Abidjan, der Hauptstadt der Elfenbeinküste, ist mit Port-Bouët ein Stadtteil nach ihm benannt, als auch mit Mont-Bouët in Libreville, der Hauptstadt von Gabun.

## Schriften
- Commerce et traite des noirs aux côtes occidentales d'Afrique. Imprimerie nationale, Paris 1848.
- Campagne aux côtes occidentales d'Afrique. In: Nouvelles Annales de la marine et des colonies, Octobre 1850, ZDB-ID 431887-0.
- La flotte française et les colonies en 1852. In: Revue des Deux-Mondes, 1er Juin 1852.
- Batailles de terre et de mer, jusques et y compris la bataille de l'Alma. J. Dumaine, Paris 1855.
- Tactique supplémentaire à l'usage d'une flotte cuirassée. E. Aurel, Toulon 1865.